# Mauro Carella
Mauro Carella (Canosa di Puglia, 3 febbraio 1888 – Canosa di Puglia, 12 ottobre 1979) è stato un insegnante ed educatore italiano.
Nasce in un'umile famiglia. Il padre che fabbricava carri muore prematuramente lasciando alla vedova la cura dei cinque figli.

Mauro essendo il maggiore dovette collaborare al bilancio familiare abbinando agli studi il lavoro da artigiano, grazie al quale conobbe ben presto il valore sociale e formativo del lavoro. 
Nel 1913 conclude gli studi magistrali diventando un maestro di scuola elementare.
Successivamente, anche grazie alla conoscenza personale di altri pedagogisti italiani del suo tempo come Giuseppe Lombardo Radice e Giovanni Modugno si dedicò alla diffusione dell'educazione e dell'istruzione nei confronti dei più giovani in tutto il Sud-Italia.
Conosce Radice attraverso la sua opera "Lezioni di didattica. Ricordi di esperienza magistrale" e rimane affascinato dal suo modo di conciliare i valori spirituali con l'insegnamento. Nasce fra i due un rapporto di reciproca stima che dura fino alla morte del pedagogista Catanese. in un primo tempo ne abbraccia l'idealismo che poi supera in favore di un'attenzione al momento situazionale dell'educazione.
Dal 1933 stringe un'amicizia col pedagogista bitontino Giovanni Modugno. Quest'ultimo diventa un "maestro" per Mauro Carella: i due condividono la profonda fede cristiana, fede che contraddistingue il loro operato professionale. Modugno apprezza il modo di insegnare del maestro canosino, improntato da una stretta vicinanza agli alunni e alle loro famiglie. Carella permette la piena espressione della spontaneità dei ragazzi, ma Giovanni Modugno lo mette all'allerta sul fato che ciò potrebbe pregiudicarne la disciplina.

## Lo stile d'insegnamento di Mauro Carella
Il suo modo d'insegnare fu particolarmente innovativo per i suoi tempi e si basò sulla lettura e sui valori dell'arte e della religione.
Riconobbe l'importanza del valore educativo della scuola ma promosse anche il coinvolgimento della comunità nello sviluppo dei giovani. Iniziò la sua opera educativa proprio da Canosa di Puglia (dove fonda una biblioteca). Conoscendo molto bene la realtà del suo territorio, caratterizzata da un'estrema povertà e da una ignoranza diffusa, si prodigò in prima persona nell'aiutare i propri alunni e le loro famiglie. Si occupò non solo del rendimento scolastico dei bambini ma anche del loro comportamento e della loro igiene, cercando di acquisire la loro fiducia. L'alunno viene lasciato libero di esprimere la propria spontaneità, di costruire la propria personalità e di rielaborare le conoscenze apprese (come è testimoniato da numerosi saggi). I compiti assegnati riguardavano la poesia, la notazione di stati d'animo o la descrizione della natura. 
La sua azione era ispirata dai valori del Cristianesimo. Scrisse diverse agiografie destinate ai bambini con uno stile di scrittura molto semplice. Molto era richiesto sulla lettura; ma non tanto dei testi scolastici, quanto di scritti che riguardano l'uomo, la vita e la religione. Alcune letture erano costituite dalle riduzioni dell'Iliade, dell'Eneide, della Divina Commedia, de I promessi sposi e di Cuore. Carella era convinto di poter raggiungere ed alimentare, attraverso la lettura, l'animo dei fanciulli. Essa era il mezzo capace di raggiungere l'educazione integrale della personalità del lettore e non solo uno strumento per l'educazione linguistica.

## Opere
- Il lavoro come problema educativo, Tip. Casa del Sacro Cuore, Sant'Agata di Puglia, 1940
- Comunione d'anime, Tip. Casa del Sacro Cuore, Sant'Agata di Puglia, 1952
- La lettura come formazione della personalità infantile, Tip. Casa del Sacro Cuore, Sant'Agata di Puglia, 1956
- Anime che si aprono alla vita, Tip. Casa del Sacro Cuore, Sant'Agata di Puglia, 1958
- Le mie ricchezze - testimonianze della mia opera di educatore, Tip. Casa del Sacro Cuore, Sant'Agata di Puglia, 1966
- Bisbigli d'anime, Ed. La Scuola, Brescia, 1950